# L'Haÿ-les-Roses
L'Haÿ-les-Roses è un comune francese di 30 154 abitanti situato nel dipartimento della Valle della Marna nella regione dell'Île-de-France.

## Società

### Evoluzione demografica
Abitanti censiti

## Amministrazione

### Gemellaggi
- Bad Hersfeld, Germania
- Omagh, Regno Unito

## Monumenti e luoghi d'interesse
- Roseto della Val-de-Marne, propone un'importante collezione di 3000 rose.
- Mulino della Bièvre, mulino ad acqua, restaurato, serve oggi sedi delle associazioni.
- Chiesa di Saint-Paul de-la-Vallée-aux-Renards
- Chiesa di Saint-Léonard
- Cappella di Santa Luisa di Marillac